# PARAMO
Die PARAMO, a.s. ist ein tschechisches Unternehmen der Mineralölindustrie. Es hat seinen Sitz in Pardubice-Svítkov, ihre Produktionsbetriebe befinden sich in Pardubice und Kolín. Das Unternehmen stellt Produkte auf bituminöser Basis sowie Schmier- und Prozessöle her. Darüber hinaus kauft sie und verarbeitet durch Hydrogenerierung und Hydrocracken gewonnene Produkte der Unipetrol RPA. Die gewonnenen Zwischenprodukte verwendet sie bei der Produktion von Grund- und Schmierölen mit sehr niedrigem Schwefelgehalt. Die Paramo ist eine Tochtergesellschaft der Unipetrol.

## Geschichte

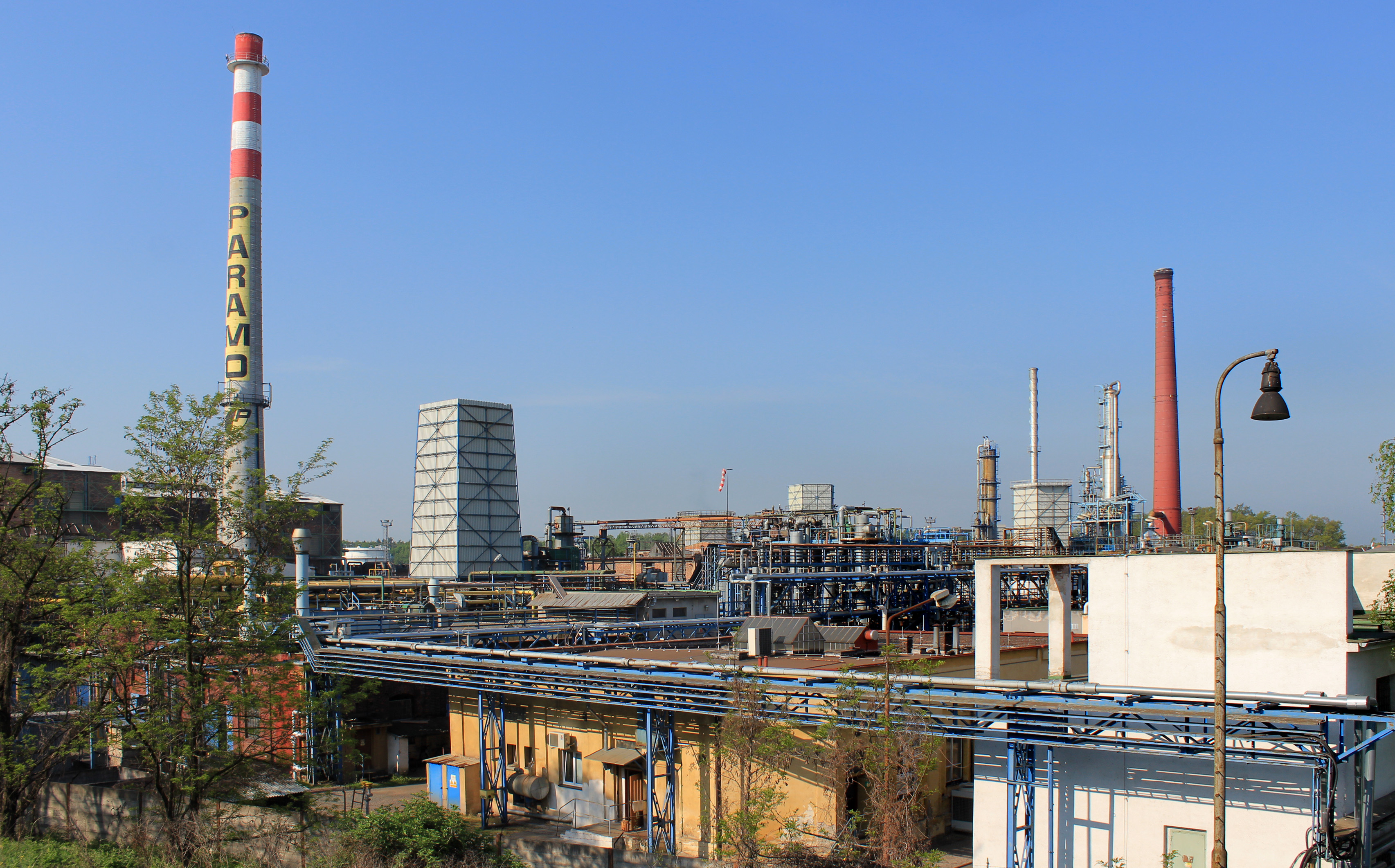
Raffinerie Paramo

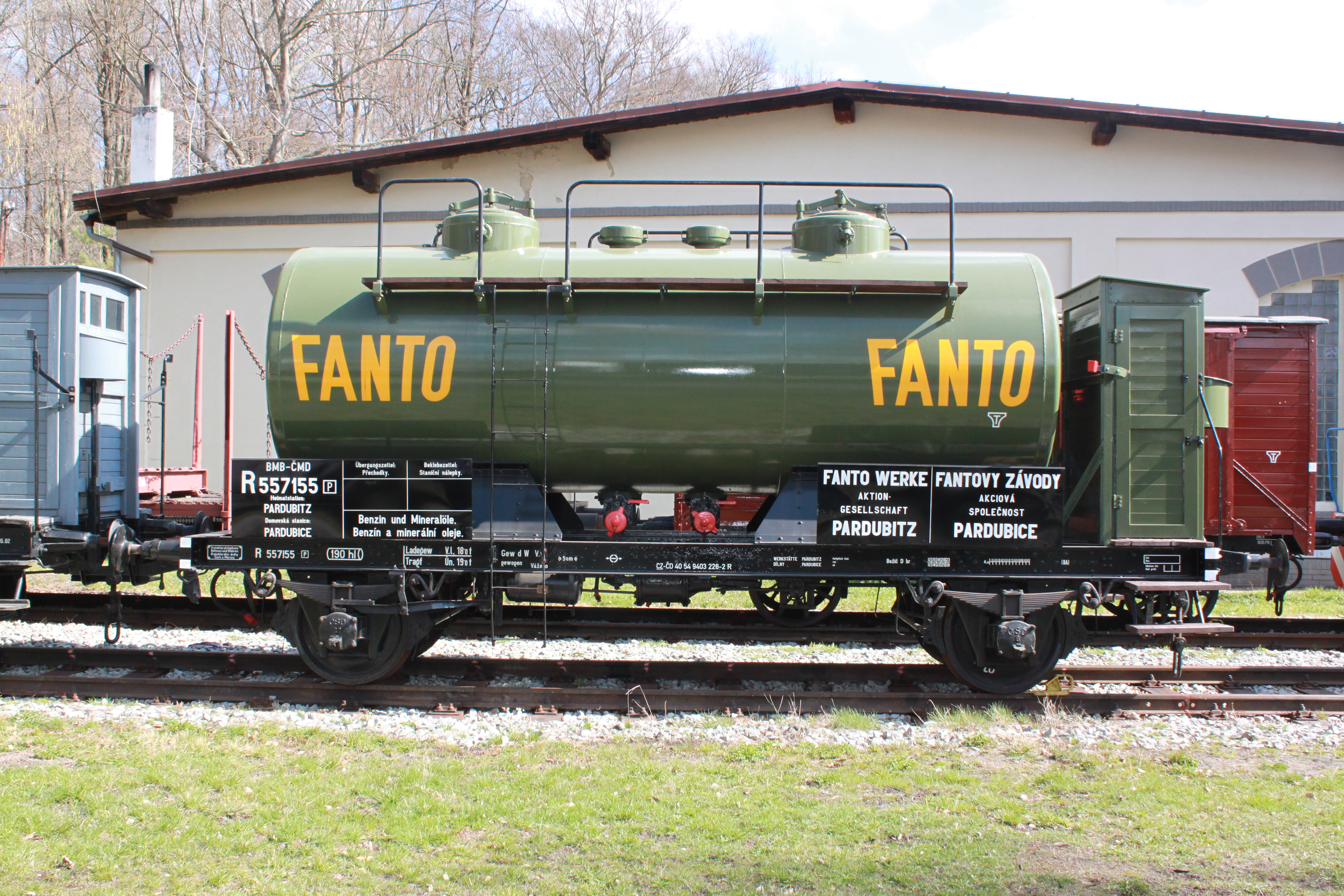
Kesselwagen (Eisenbahnmuseum Lužná u Rakovníka; 2019)

Die Anfänge der Aktiengesellschaft Paramo gehen auf das Jahr 1889 zurück, als David Fanto in Pardubice einen Betrieb zur Destillation und anschließenden Raffinierung von Petroleum aus Erdöl errichtete. Im Jahre 1907 wandelte Fanto das Unternehmen in eine Aktiengesellschaft um, er selbst wurde deren Kommerzrat.
Während des Zweiten Weltkriegs wurde die Fanto Werke AG am 24. August 1944 durch die Fifteenth Air Force bombardiert. Der dadurch ausgebrochene Großbrand konnte erst nach vier Tagen gelöscht werden. Insbesondere die Raffinerieanlagen wurde dabei vollständig zerstört. Zur Beseitigung der Schäden wurde die Organisation Todt eingesetzt. Nach der Bombardierung wurde das Projekt Dachs III zur Errichtung einer unterirdischen Raffinerie im Deutschbroder Tunnel der unvollendeten Bahnstrecke Brünn-Deuschbrod begonnen. Zwischen Svítkov und Popkovice ließen die deutschen Besatzer ein Fabrikmodell aufbauen, das die Bomberbesatzungen bei weiteren Luftangriffen in die Irre führen sollte. Als die Wiederaufbauarbeiten der Fanto Werke so weit fortgeschritten waren, dass eine baldige Wiederaufnahme der Produktion absehbar war, erfolgte am 28. Dezember 1944 ein weiteres Bombardement, nach dem die Fabrikanlagen zu drei Vierteln dem Erdboden gleichgemacht waren.
1945 wurde damit begonnen, aus den Trümmern und dem Bauschutt, die die beiden Luftangriffe hinterlassen hatten, das Staatsunternehmen Pardubice Mineralölraffinerie zu errichten. Dieses wurde 1960 unter dem Firmennamen PARAMO (Pardubická rafinérie minerálních olejů – Pardubitzer Mineralölraffinerie) zu einem Unternehmen mit ausschließlicher Produktion von Spezialbitumen. Die Aktiengesellschaft Paramo knüpfte dann am 1. Januar 1994, nachdem sie privatisiert worden war, an die Arbeit der vorhergegangenen Generationen an. Seit Ende 2000 ist sie Mitglied der Unipetrol-Gruppe. In der Vergangenheit beschäftigte sich die Gesellschaft Paramo unter Verwendung der Tankstellenbezeichnung Paramo auch mit dem Kraftstoffverkauf. Die meisten dieser Tankstellen arbeiten heute unter der Marke Pap Oil. 2008 führte die Gesellschaft den alternativen Kraftstoff SMN 30 (Dieselkraftstoffgemisch mit 30%igem Anteil von RME= aus Rapsöl hergestellter Biodiesel) ein. 2013 stellte die Pardubicer Raffinerie die Erdölverarbeitung ein, die Produktion von Schmierstoffen, Spezialasphalten und Asphaltprodukten, die aus in anderen Raffinerien gewonnenen Halbfabrikaten hergestellt werden, setzt sie hingegen weiter fort.
Die Gesellschaft wurde im Rahmen der zweiten Welle der Coupon-Privatisierung teilweise privatisiert, 70 % der Aktien blieben weiterhin im Besitz des Fonds des Nationalvermögens (staatliche Institution wie in Deutschland die Treuhand). Im Jahr 2000 wurden diese Aktien von der Gesellschaft Unipetrol aufgekauft, welche die Gesellschaft Koramo 2003 in die Paramo eingliederte und sukzessive weitere Paramo-Aktien erwarb. An der Prager Börse wurden ihre Aktien bis zum 3. März 2009 gehandelt, bis 2006 waren sie Bestandteil des Index PX 50. Als 92%iger Inhaber der Gesellschaft Paramo beschloss die Unipetrol im Januar 2009, die übrigen Aktien mit Hilfe eines Squeeze-out zu erwerben. Am 4. März 2009 wurde sie zum hundertprozentigen Eigentümer Paramo, ähnlich wie sie dies auch bezüglich der Gesellschaft Benzina wurde. 2009 hatte Paramo 700 Beschäftigte und der Umsatz der Raffinerie in Pardubice lag bei 6,5 Mrd. Tschechischen Kronen (= 252,7 Mio. Euro).